# Карроллтон (Іллінойс)
Карроллтон (англ. Carrollton) — місто (англ. city) в США, в окрузі Ґрін штату Іллінойс. Населення — 2485 осіб (2020).

## Географія
Карроллтон розташований за координатами 39°17′40″ пн. ш. 90°24′25″ зх. д. / 39.29444° пн. ш. 90.40694° зх. д. (39.294493, -90.406894).  За даними Бюро перепису населення США в 2010 році місто мало площу 4,93 км², з яких 4,93 км² — суходіл та 0,00 км² — водойми.

## Демографія
Згідно з переписом 2010 року, у місті мешкали 2484 особи в 1058 домогосподарствах у складі 682 родин. Густота населення становила 504 особи/км².  Було 1183 помешкання (240/км²).
Расовий склад населення:
| - 98,8 % — білих - 0,2 % — корінних американців - 0,1 % — азіатів |

До двох чи більше рас належало 0,4 %. Частка іспаномовних становила 1,3 % від усіх жителів.
За віковим діапазоном населення розподілялося таким чином: 23,3 % — особи молодші 18 років, 57,3 % — особи у віці 18—64 років, 19,4 % — особи у віці 65 років та старші. Медіана віку мешканця становила 41,9 року. На 100 осіб жіночої статі у місті припадало 89,6 чоловіків;  на 100 жінок у віці від 18 років та старших — 85,8 чоловіків також старших 18 років.
Середній дохід на одне домашнє господарство  становив 50 693 долари США (медіана — 42 025), а середній дохід на одну сім'ю — 64 175 доларів (медіана — 55 667). Медіана доходів становила 39 107 доларів для чоловіків та 31 250 доларів для жінок. За межею бідності перебувало 11,8 % осіб, у тому числі 15,2 % дітей у віці до 18 років та 13,8 % осіб у віці 65 років та старших.
Цивільне працевлаштоване населення становило 1149 осіб. Основні галузі зайнятості: освіта, охорона здоров'я та соціальна допомога — 21,0 %, роздрібна торгівля — 15,5 %, виробництво — 9,6 %, будівництво — 9,1 %.